# Miersdorf

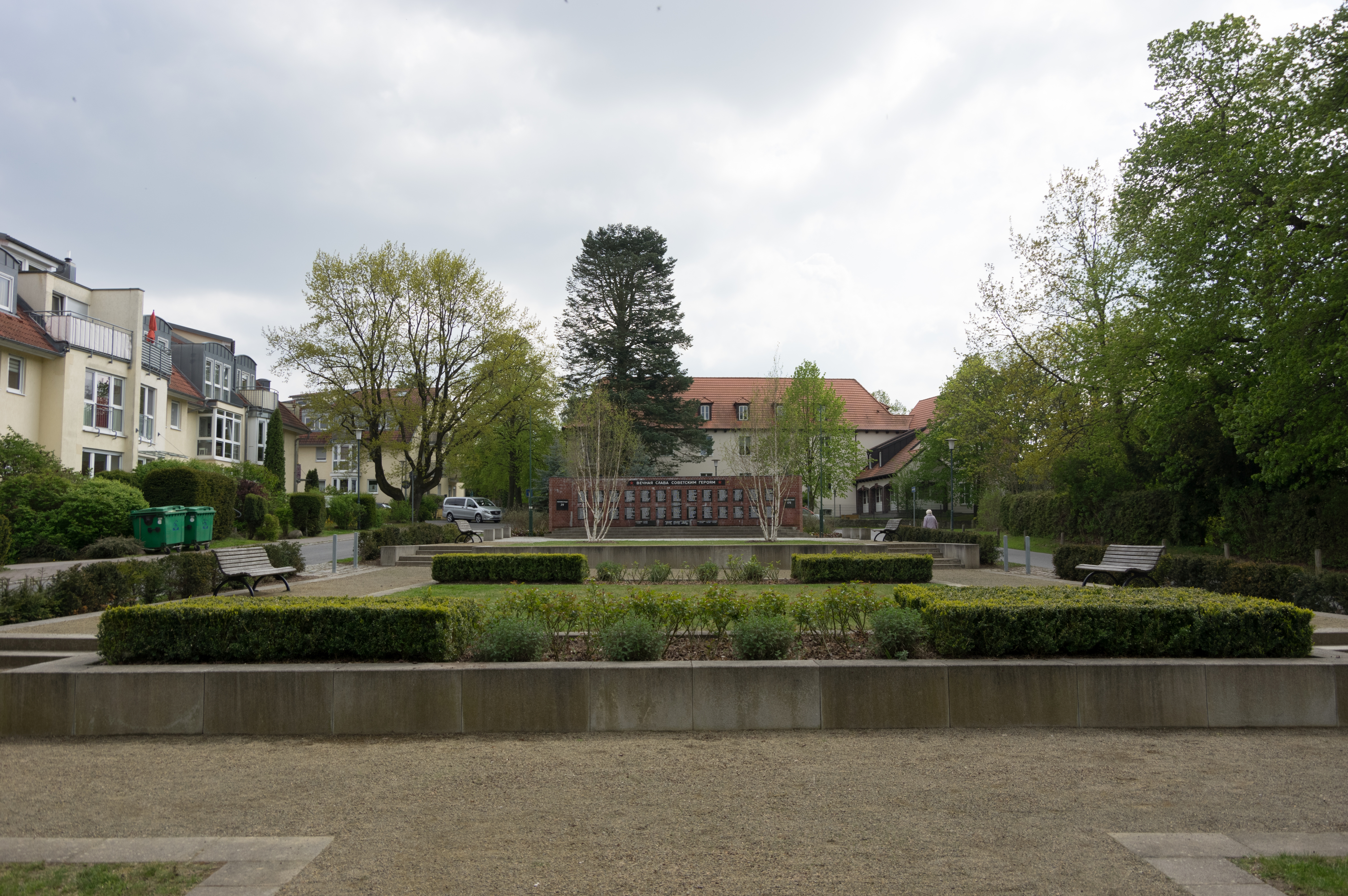
Ortszentrum mit Ehrenmal und Rathaus im Hintergrund

Miersdorf ist ein Ortsteil der Gemeinde Zeuthen im Landkreis Dahme-Spreewald in Brandenburg, im Südosten der Agglomeration Berlin.

## Geografie, Verkehr und Verwaltung
Miersdorf liegt wenige Kilometer südöstlich der Berliner Stadtgrenze im Bundesland Brandenburg in einem von Spree und Dahme geprägten sehr wasserreichen Flachland mit zahlreichen Seen in der Umgebung und dem Miersdorfer See im Ort. Südlich des Ortes liegt der 67 m hohe Galgenberg als höchste Erhebung.
In preußischer Zeit gehörte das Dorf im 19. und 20. Jahrhundert zum Landkreis Teltow im von 1815 bis 1945 bestehenden Regierungsbezirk Potsdam der Provinz Brandenburg. Mit den Kreisreformen in der DDR 1952 kam Miersdorf zum Kreis Königs Wusterhausen im Bezirk Potsdam, der in der Kreisreform Brandenburg 1993 im Landkreis Dahme-Spreewald aufging.
Durch den Dorfkern verläuft die Landesstraße 402 und die Kreisstraße 6160; westlich am Ortsrand verkehrt die L400 in Nord-Süd-Richtung. Dreißig Jahre lang gab es in der Gemeinde an Hankels Ablage den gleichnamigen Haltepunkt der Bahnstrecke Berlin–Görlitz, bis er 1897 nach Zeuthen auf die Berliner Vorortgleise verlegt wurde. Seit den 1920er Jahren gehört der Halt zum Berliner S-Bahn-Netz und wird 2018 von den Linien 8 und 46 angefahren.

## Geschichte und Etymologie

### 14. bis 16. Jahrhundert

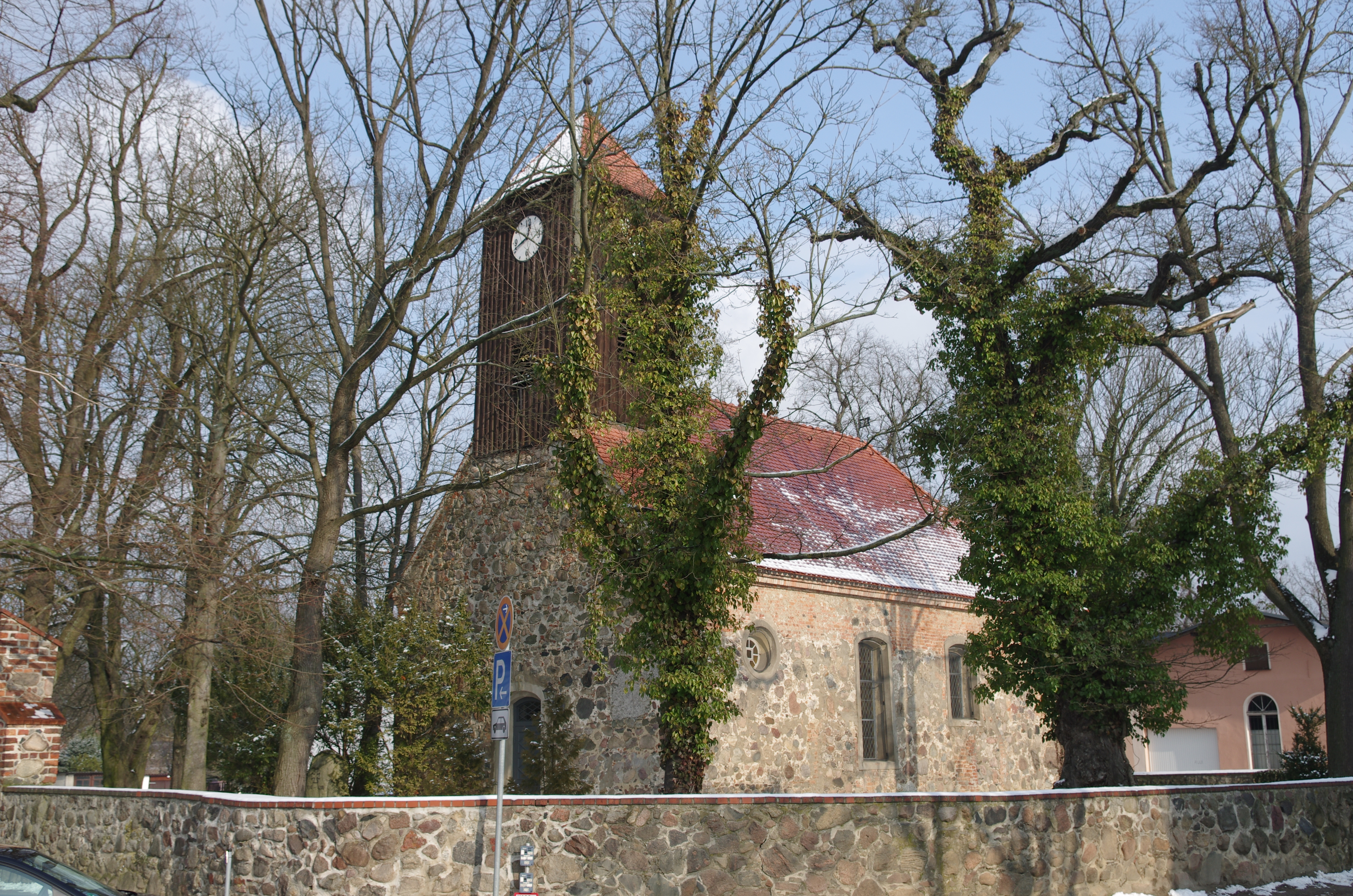
Spätmittelalterliche Feldsteinkirche, Mittelpunkt des Dorfes

Der Name Miersdorf wird als slawisch-deutsche Mischform gedeutet mit slawischer Vorsilbe und deutschem Stamm im Sinne von Friedensdorf. Erstmals erwähnt wird das Angerdorf Mireenstorpp, Mirenstorp, Myrenstorp, Mirenstorff 1375 im Landbuch Kaiser Karls IV. als Pfarrdorf mit mehreren angegliederten Kirchorten. In dem Jahr besaß dem Landbuch zufolge der Berliner Propst Apetzko von Tymenge gemeinsam mit einem Heinrich von Buden den größten Teil der Dörfer Miersdorf, Schmöckwitz und Zeuthen im Teltowischen Kreis. Es war 40 Hufen groß, wovon dem Pfarrer vier Hufen zustanden. Außerdem gab es bereits eine Mühle und einen Krug. Der Propst sowie die Familie Buden besaßen zusammen 22 Hufen. Weitere Eigentümer waren der Bürger C. Sünde aus Berlin über Pacht und Zins von acht Hufen als Afterlehen des Herren von Buden sowie Frau Gütergotz in Spandau über Pacht und Zins von vier Hufen. In den folgenden Jahrzehnten wechselten die Eigentümer häufig. Von 1379 bis 1384 war es die Familie von Vroburg und von Neuendorf, von 1384 bis 1426 der Bürger Borswitz zu Berlin über das Dorf. Erst mit der Familie Enderlein kam 1440 Konstanz in die Eigentumsverhältnisse. Sie erhielten neben dem Ort das Ober- und Untergericht, das Kirchenpatronat (1426) sowie das Recht, Holz in der Großen Heide zu Köpenick (1449) zu schlagen. Bereits 1444 erhielten sie vom Kurfürst das Recht, in der Spree ein Wehr „vor dem Seechen zwischen dem Miersdorfschen Werder und dem Miersdorfschen Felde“ zu errichten. 1450 war das Dorf nach wie vor 40 Hufen groß, die vier Pfarrhufen wurden allerdings als wüst bezeichnet. Die „Herren“ (=Enderleins) bewirtschafteten 17 Hufen und erhielten für weitere 19 Hufen Zinsen; es gab einen Kötterhof.

### 17. und 18. Jahrhundert
1608 gab es im Ort zwei Rittersitze, davon war einer im 17. Jahrhundert im esitz der Reiche zu Metzelthin, die auch das halbe Ort Miersdorf besaßen (1634). Vor dem Dreißigjährigen Krieg lebten im Ort sechs Hufner, drei Kötter und ein Kostknecht. Es gab noch keine eigene Schmiede; bei Bedarf kam ein Laufschmied in den Ort. Zwei Höfe waren von den Enderleins bereits 1619 freigewilligt worden. Den Krieg überlebten 1652 sechs Kötter mit zwei Söhnen und einem Knecht. Zwischenzeitlich war Miersdorf an Frau Fuhrmann von Köppen wiederverkaufsweise übergeben worden, fiel danach wieder an die von Enderleins zurück. Wie die Mark Brandenburg insgesamt, schloss sich das Gebiet an Dahme und Spree der Reformation an und ist Mitglied im Evangelischen Kirchenkreis Neukölln.
1711 gab es im Ort sieben Giebel (=Wohnhäuser), einen Laufschmied, einen Hirten, einen Schäfer, einen Knecht und einen Jungen. Sie gaben für 16 Hufen je vier Groschen Abgaben. Zwei Jahre später erschien erstmals eine private Windmühle. 1719 gelangte Miersdorf durch königlichen Aufkauf in die Herrschaft Königs Wusterhausens und wurde vom Amt Waltersdorf bzw. dem Amt Königs Wusterhausen betreut.

### 19. Jahrhundert
Im Jahr 1801 war neben dem Dorf ein Vorwerk Wüstemark entstanden. Einschließlich des damals noch als Gersdorf bezeichneten Ortes gab es 21 Wohnhäuser. Dort lebten sieben Hofeigentümer mit 22 Knechten und Mägden sowie zehn Tagelöhnern. Es gab 26 Arbeiter und elf Besitzungen. Sieben von ihnen waren zusammen 1125 Morgen groß, ein weiteres elf Morgen und drei Besitzungen kamen zusammen ebenfalls auf elf Morgen Fläche. Mittlerweile hatten sich auch einige Gewerke angesiedelt. Es gab einen Maurergesellen, einen Grobschmiedemeister, einen Fischer sowie zwei Schankwirte – aber auch zwei Arme. 1817 wurde der Ort erneut zum Pfarrort und die im 14. oder 15. Jahrhundert errichtete Dorfkirche wieder zur Pfarrkirche erhoben, die zwischenzeitlich lediglich eine Filialkirche (filia) in der Kirchengemeinde Waltersdorf war. Fortan waren die Gotteshäuser in Zeuthen und Schmöckwitz Zweigkirchen der Miersdorfer Pfarrei.
Zum Ort gehörten zudem die Kolonie Wüstemark/Gersdorf sowie Hankels Ablage und der Werder, die Friedrich Hankel nach 1789 auf einem in Erbpacht erhaltenen Grundstück als Ablage für Holz und Steine am Ufer errichten ließ. Sein Nachfahre, August Hankel, erreichte, dass die 1866 eröffnete Bahnstrecke Berlin–Görlitz einen Haltepunkt Hankels Ablage erhielt. Aber nicht nur wirtschaftlich war die Ablage für das Dorf bedeutsam, sondern auch kulturell, denn dort zu Gast vollendete Theodor Fontane sein Werk Irrungen, Wirrungen. 1860 bestanden im Ort (ohne Wüstemark) zwei öffentliche, 20 Wohn- und 31 Wirtschaftsgebäude, darunter eine Ziegelei und eine Getreidemühle. Ab der Reichsgründung 1870/1871 wurde Miersdorf wie zahlreiche andere nahe bei Berlin liegende Orte von wohlhabenden Hauptstädtern als Freizeitresidenz entdeckt und erschlossen. Während der Weimarer Zeit konnten sich Dank geringer Grundstückspreise außerdem viele einfache Berliner eine bescheidene Sommerlaube im Gemeindegebiet errichten, die sie später vielfach zu kleinen Eigenheimen umbauten.

### 20. Jahrhundert

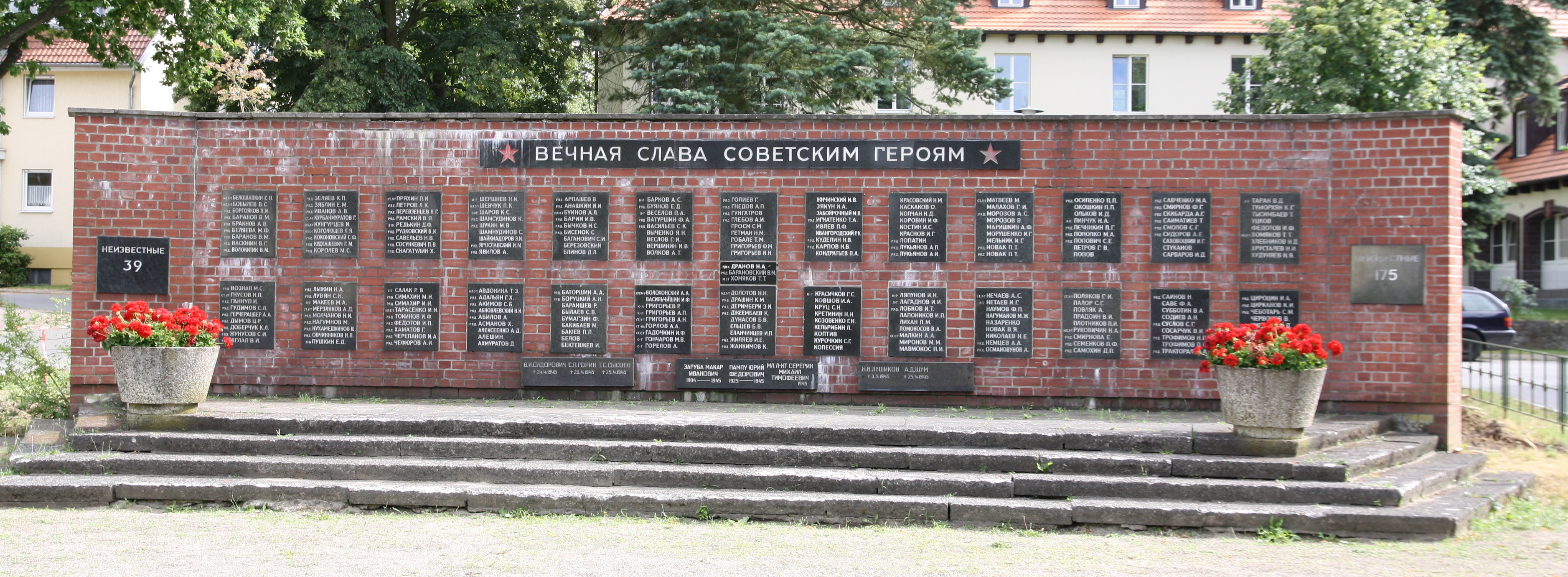
Ehrenmal des sowjetischen Soldatenfriedhofes

Im Jahr 1900 gab es im Ort 38 Häuser; 1931 bereits 106 Wohnhäuser. Mierdorf bestand zu dieser Zeit im Jahr 1927 aus dem Dorf mit der Ansiedlung Heideberg und Miersdorfer Werder. 1929 wurden rund 300 Hektar des Gutsbezirks Königs Wusterhausener Forst mit dem Forsthaus Wüstemark eingemeindet. 1932 gab es die Gemeinde mit den Wohnplätzen Hankelsablage, Heideberg, Miersdorfer Werder, Waldiydll, Wüstemark und Forsthaus Wüstemark. Im frühen 20. Jahrhundert kam es wie allgemein im Berliner Umland zu einem deutlichen Bevölkerungsanstieg der Gemeinde von 500 Einwohnern im Jahr 1900 über 1200 (1931) auf 4258 Bewohnern 1939.  In diese Zeit der trügerischen Prosperität fiel 1937 der Neubau des Miersdorfer Rathauses. Im Gegensatz zum wohlhabenderen Nachbarort Zeuthen galt Miersdorf als „rot“, was sich zum Kriegsende in der Entwaffnung des örtlichen Volkssturmes durch einige Männer des Dorfes bewährte und zu einer schadlosen Übergabe führte.
Mit dem Kriegsende kamen viele Flüchtlinge aus den Ostgebieten nach Miersdorf; die geräumigen Villen des Kaiserreiches, aber auch die einfachen Einfamilienhäuser der Weimarer Zeit wurden aufgeteilt in viele Kleinwohnungen. Vom Preußischen Staatsforst wurden 216 Hektar Fläche enteignet und 133 aufgeteilt. Vier Betriebe erhielten zusammen 45 Hektar, ein Betrieb 63 Hektar und drei Altbauern wurden auf 25 Hektar aufgestockt.
Auf dem Miersdorfer Gutshof bestand kurzzeitig ein französisches Kriegsgefangenenlager. Der für Miersdorf zuständige sowjetische Kommandant saß in Wildau als Leiter der lokalen Verwaltung der SMAD (Sowjetische Militäradministration), der die örtlichen Bürgermeister sich zu verantworten hatten. Zwei Jahre nach Kriegsende ließ die Militäradministration den Sowjetischen Ehrenfriedhof anlegen, der 1974/1975 neugestaltet die Gräber von 449 während der Schlacht um Berlin getöteten Soldaten der Roten Armee beherbergt. Auf einem Ehrenmal an der zentralen Freifläche des Ortes am Rathaus gelegen sind die 234 namentlich identifizierten Toten verzeichnet.
In der Nachkriegszeit gehörte Miersdorf zunächst zur Sowjetischen Besatzungszone (SBZ) und von 1949 bis 1990 zur DDR. Die örtliche, 1955 gegründete, LPG Typ I bewirtschaftete mit drei Mitgliedern und 24 Hektar landwirtschaftlicher Nutzfläche den kargen Boden hauptsächlich mit Spargel- und Erdbeerfeldern. Nach der Zusammenlegung von Miersdorf und Zeuthen 1957 zur gleichnamigen Gemeinde, zog in das überflüssig gewordene Rathaus eine HNO-Klinik ein, die bis 1990 in Betrieb blieb. 1957 schloss sich die LPG zur LPG Zeuthen-Miersdorf zusammen.
Da es in der Hauptstadt der zentralistisch organisierten DDR nicht genügend adäquaten Wohnraum für die herangezogenen Kader aus Politik, Verwaltung, Wissenschaft und Kultur gab, zogen viele in das Berliner Umland und so auch nach Miersdorf und Zeuthen.

## Institut Miersdorf
Während der NS- und Kriegszeit wurde der Grundstein für eine bis heute bedeutsame Tradition als Standort der Hochenergiephysik gelegt. Im Rahmen des Uranprojekts begann das Reichspostministerium 1941 in Miersdorf mit dem Bau eines Zyklotrons und einer Isotopentrennanlage. Die 1943 fertiggestellte Anlage kam jedoch auf Grund einiger Verzögerungen, eines Bombenangriffs und des weiteren Kriegsverlaufs nicht zum Einsatz. Aufbauend auf den Resten der Forschungsstelle der Deutschen Reichspost wurde die Kernforschung am Ort zunächst durch das 1950 von Claus Grote gegründete Institut Miersdorf der Deutschen Akademie der Wissenschaften Berlin (DAW) fortgesetzt, 1956 umfirmiert zum Kernphysikalischen Institut der DAW Zeuthen. Auch nach der Deutschen Wiedervereinigung 1990 ist die Forschungstradition am Ort weitergeführt worden, indem die Deutsche Elektronen-Synchrotron DESY in der Helmholtz-Gemeinschaft, mit der die DAW-Einrichtung bereits zu DDR-Zeiten jahrzehntelang kooperierte, das Institut 1992 übernommen und als DESY Zeuthen zum zweiten DESY-Standort ausgebaut hat.

## Sehenswürdigkeiten und Vereinsleben

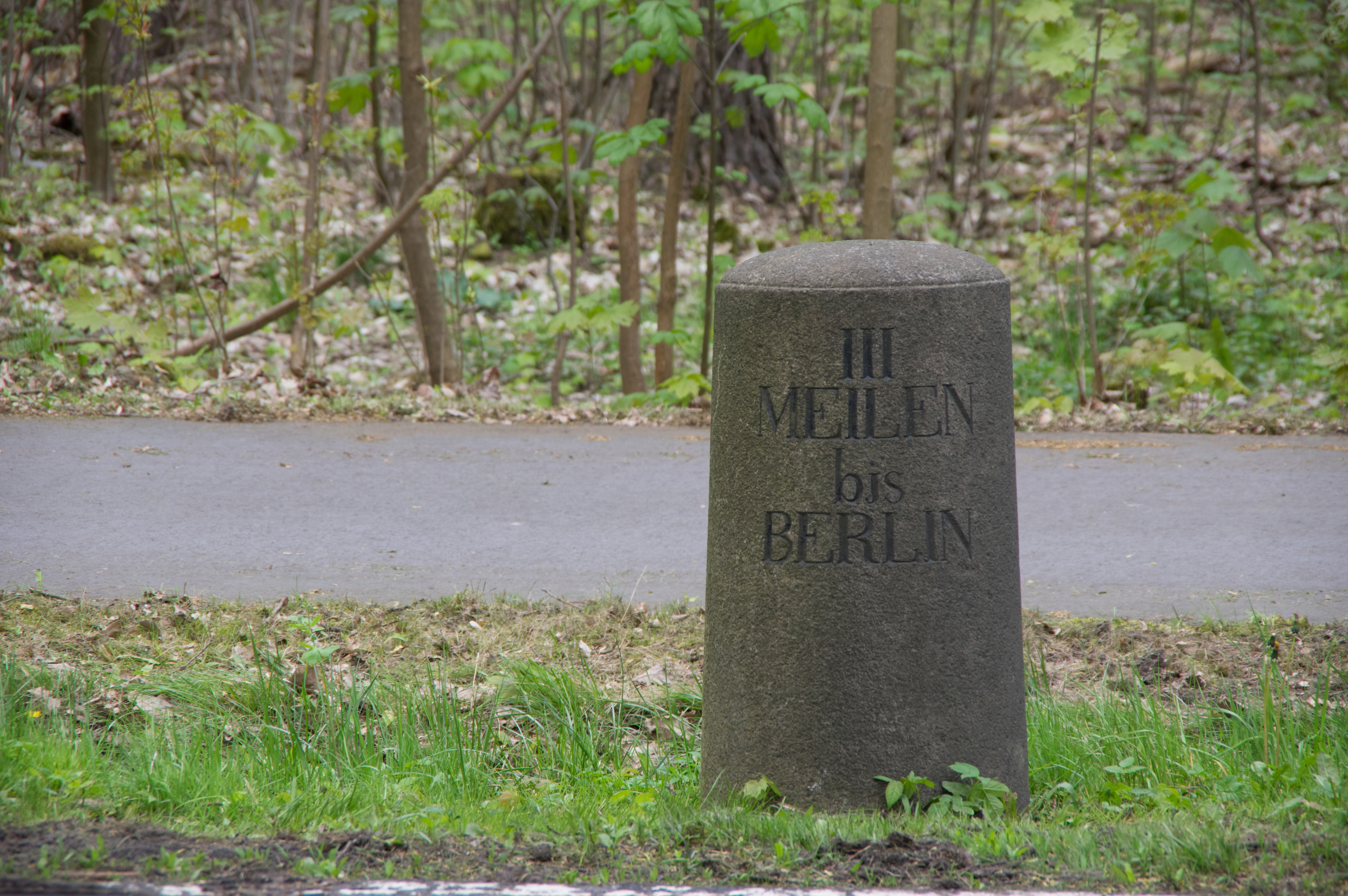
Alter Meilenstein

Die spätgotische Dorfkirche Miersdorf entstand als rechteckige Feldsteinkirche im 14. oder 15. Jahrhundert; 1710 wurde sie grundlegend erneuert, im 19. Jahrhundert umgebaut und der Kirchturm erhöht. Sie gehöre zu den ältesten Feldsteinkirchen auf dem Teltow. Der gegenwärtig von der Gemeinde genutzte Friedhof liegt etwas abseits der Kirche, während der ursprüngliche, rundum die Kirche eingefriedete Kirchhof 1860 geschlossen wurde.
Neben der Kirche wird der Ortskern vom 1937 errichteten Rathaus geprägt sowie von dem sich anschließenden sowjetischen Soldatenfriedhof mit Ehrenmal (siehe Geschichtsabschnitt). Das vierte Baudenkmal auf ehemaligem Gemeindegebiet ist ein preußischer Meilenstein, der am Rande der Landesstraße 400 weiterhin die Entfernung nach Berlin mit drei Meilen angibt.
Des Weiteren gibt es im Ort ein kleines Museum, die Heimatstube Zeuthen/Miersdorf, eine Grundschule und am Miersdorfer See ein Freibad.
Miersdorf ist Heimat einiger Vereine, der bekannteste ist der Sport- und Fußballverein SC Eintracht Miersdorf/Zeuthen 1912. Die Herrenmannschaft spielte von 2012 bis 2018 in der sechstklassigen Brandenburg-Liga. Außerdem gibt es unter anderem einen im Ort ansässigen Löschzug der Freiwilligen Feuerwehr inklusive Förderverein und einen Angelverein.
Nordwestlich von Miersdorf schließt sich das Naturschutzgebiet Flutgrabenaue Waltersdorf an.

## Persönlichkeiten

### Mit der Ortschaft verbunden
- Karl Vierath (1884–1951), Reichstagsmitglied der KPD, im Ort verstorben
- Bernhard Langer (1901–1979), Überlebender des Naziterrors gegen homosexuelle Männer, Lagerarzt, ließ sich nach 1945 in Miersdorf als Hausarzt nieder
- Margot Pfannstiel (1926–1993), Journalistin und Autorin in der DDR, 1945 bis 1948 in der Gemeindeverwaltung tätig
- Ulrich Prüfke (* 1940), Fußballspieler, Trainer von Eintracht Miersdorf/Zeuthen

### Wissenschaftler am Institut Miersdorf
- Gustav Richter (1911–1999), Physiker, wurde 1956 Institutsdirektor
- Fritz Bernhard (1913–1993), Physiker, 1955 bis 1961 stellvertretender Institutsdirektor
- Claus Grote (* 1927), Physiker, gründete 1950 das Institut Miersdorf
- Karl Lanius (1927–2010), Physiker, langjähriger Mitarbeiter am Institut Miersdorf